# أنتوني كوستا
أنتوني كوستا (بالإنجليزية: Antony Costa)‏ (ولد في 23 يونيو، 1981)،هو مغنٍ إنجليزي من مدينة لندن.وهو عضو فرقة بلو

## وصلات خارجية
- أنتوني كوستا على موقع IMDb (الإنجليزية)
- أنتوني كوستا على موقع روتن توميتوز (الإنجليزية)
- أنتوني كوستا على موقع ميوزك برينز (الإنجليزية)
- أنتوني كوستا على موقع أول ميوزيك (الإنجليزية)
- أنتوني كوستا على موقع ديسكوغز (الإنجليزية)
- أنتوني كوستا على موقع قاعدة بيانات الفيلم (الإنجليزية)